# Rolf Reinicke

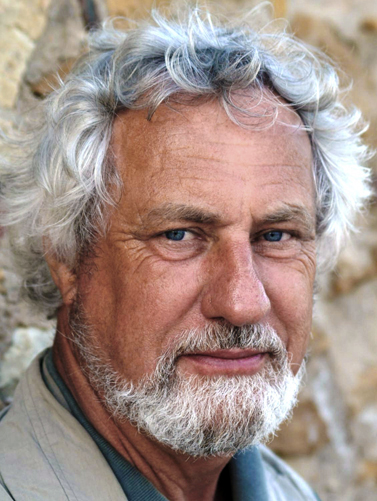
Rolf Reinicke

Rolf Reinicke (* 1943 in Löbau) ist ein deutscher Geologe, Buchautor und Landschaftsfotograf.

## Leben
Reinicke besuchte von 1958 bis 1962 die Erweiterte Oberschule in Löbau, die er mit dem Abitur abschloss. Ab 1962 studierte er Geologie an der Ernst-Moritz-Arndt-Universität in Greifswald und beendete sein Studium 1967 mit dem Diplom. Von 1967 bis 1978 war er im VEB Erdöl-Erdgas Grimmen als Geologe bei der Erdölerkundung an der vorpommerschen Küste tätig.
Von 1978 bis zu seiner Pensionierung 2007 war er hauptberuflich wissenschaftlicher Mitarbeiter am Meeresmuseum Stralsund und dort als Fachbereichsleiter Meereskunde/Fischerei unter anderem Initiator und Leiter der Außenstellen Natureum Darßer Ort (seit Gründung 1991) und Nautineum Dänholm (seit Gründung 1998).
Seit 1970 beschäftigt er sich nebenberuflich mit Landschaftsfotografie. Auf Grundlage seiner Fotos ist er seit 1980 publizistisch tätig. Weitere Grundlagen für dieses Wirken sind eigenes Erforschen, Entdecken, Erleben und Dokumentieren von Naturinventar, Geologie und Dynamik von Küsten und Inseln. Dazu unternimmt er zusammen mit seiner Frau, die an Publikationen mitwirkt, Exkursionen, Foto- und Sammelreisen.
Er ist Bild- und Textautor von Büchern und populärwissenschaftlicher Beiträge zu den oben genannten Themen in Zeitungen, Zeitschriften, Büchern und Kalendern. Dazu hält er auch Vorträge. Mit seinen Fotos gestaltete er Fotoausstellungen im In- und Ausland.
Er wirkt als Fachberater für Medien und naturkundliche Museen, unter anderem für das Deutsche Bernsteinmuseum in Ribnitz-Damgarten, das Pommersche Landesmuseum in Greifswald, das House of Amber in Kopenhagen sowie das Mönchguter Museum in Göhren.
1992 erhielt er für sein persönliches Engagement im Naturschutz an der vorpommerschen Küste und bei der Schaffung des Natureums Darßer Ort den Ernst-Boll-Umweltpreis des Landes Mecklenburg-Vorpommern.
Er ist seit 1964 verheiratet mit Inge Reinicke. Sie haben zwei Söhne und leben seit 1968 in der Hansestadt Stralsund.

## Publikationen
- Faszination Ostsee. 1. Auflage. Hinstorff Verlag, Rostock 1991, ISBN 3-356-00429-8.
- Rügen Innenansichten. 4. Auflage. Konrad Reich Verlag, Rostock 1993, ISBN 3-86167-022-4.
- Nationalpark Jasmund Insel Rügen. 1. Auflage. Konrad Reich Verlag, Rostock 1993, ISBN 3-86167-050-X.
- Rügen: Strand & Steine. 7. Auflage. Demmler Verlag, Ribnitz-Damgarten 2021, ISBN 978-3-944102-00-9.
- Nationalpark Vorpommersche Boddenlandschaft. 1. Auflage. Hinstorff Verlag, Rostock 1994, ISBN 3-356-00567-7.
- Boddenküste. 1. Auflage. Hinstorff Verlag, Rostock 1996, ISBN 3-356-00679-7.
- mit Hans Joachim Luttermann: Leuchtturm Darßer Ort. 1. Auflage. DSV Verlag, Hamburg 1998, ISBN 3-88412-292-4.
- Inseln der Ostsee. 3. Auflage. DSV Verlag, Hamburg 2006, ISBN 978-3-88412-356-0.
- Küsten der Ostsee. 2. Auflage. Delius Klasing Verlag, Bielefeld 2008, ISBN 978-3-7688-2469-9.
- Lofoten Nordmeerküsten. 2. Auflage. Delius Klasing Verlag, Bielefeld 2014, ISBN 978-3-7688-3919-8.
- Mönchgut Zauber einer Rügenlandschaft. 1. Auflage. DSV Verlag, Hamburg 2005, ISBN 3-88412-434-X.
- Insel Rügen Die Kreideküste. 1. Auflage. Delius Klasing Verlag, Bielefeld 2007, ISBN 978-3-7688-1905-3.
- Steine am Ostseestrand. 8. Auflage. Demmler Verlag, Ribnitz-Damgarten 2024, ISBN 978-3-944102-66-5.
- Funde am Ostseestrand. 4. Auflage. Demmler Verlag, Ribnitz-Damgarten 2025, ISBN 978-3-944102-69-6.
- Vorpommersche Boddenküste. 1. Auflage. Delius Klasing Verlag, Bielefeld 2008, ISBN 978-3-7688-2471-2.
- Bernstein Gold des Meeres. 11. Auflage. Hinstorff Verlag, Rostock 2025, ISBN 978-3-356-02518-7.
- Feuersteine Hühnergötter. 5. Auflage. Demmler Verlag, Ribnitz-Damgarten 2025, ISBN 978-3-944102-67-2.
- Nordseefunde. 1. Auflage. Demmler Verlag, Ribnitz-Damgarten 2010, ISBN 978-3-910150-85-0.
- Rügen Insellandschaften. 1. Auflage. Delius Klasing Verlag, Bielefeld 2010, ISBN 978-3-7688-2689-1.
- Kliff & Strand. 1. Auflage. Demmler Verlag, Ribnitz-Damgarten 2011, ISBN 978-3-910150-89-8.
- Mönchgut. 1. Auflage. Demmler Verlag, Ribnitz-Damgarten 2011, ISBN 978-3-910150-92-8.
- Usedom. 1. Auflage. Demmler Verlag, Ribnitz-Damgarten 2011, ISBN 978-3-910150-91-1.
- Stralsund und der Strelasund. 1. Auflage. Demmler Verlag, Ribnitz-Damgarten 2012, ISBN 978-3-910150-93-5.
- Steine in Norddeutschland. 1. Auflage. Demmler Verlag, Ribnitz-Damgarten 2012, ISBN 978-3-910150-96-6.
- Rügen Landschaften. 1. Auflage. Demmler Verlag, Ribnitz-Damgarten 2014, ISBN 978-3-944102-10-8.
- mit Matthias Reinicke: Mein Ostseebuch. 1. Auflage. Hinstorff Verlag, Rostock 2014, ISBN 978-3-356-01829-5.
- Pflanzen am Ostseestrand. 2. Auflage. Demmler Verlag, Ribnitz-Damgarten 2020, ISBN 978-3-944102-13-9.
- mit Matthias Reinicke: Kreideküsten-Panorama. 1. Auflage. Demmler Verlag, Ribnitz-Damgarten 2016, ISBN 978-3-944102-20-7.
- Das kleine Strandbuch. 1. Auflage. Rhino Verlag, Ilmenau 2016, ISBN 978-3-95560-049-5.
- Ostseebilder. 1. Auflage. Hinstorff Verlag, Rostock 2016, ISBN 978-3-356-01981-0.
- Zauber des Nordens. 1. Auflage. Hinstorff Verlag, Rostock 2016, ISBN 978-3-356-02035-9.
- mit Matthias Reinicke: Unsere Ostseeküste  Mecklenburg-Vorpommern. 1. Auflage. Hinstorff Verlag, Rostock 2016, ISBN 978-3-356-02013-7.
- mit Matthias Reinicke: Mare Balticum Die Küstenlandschaften der Ostsee. 1. Auflage. Demmler Verlag, Ribnitz-Damgarten 2018, ISBN 978-3-944102-25-2.
- mit Matthias Reinicke: Strandschätze. 1. Auflage. Demmler Verlag, Ribnitz-Damgarten 2018, ISBN 978-3-944102-26-9.
- Sand & Dünen am Ostseestrand. 1. Auflage. Demmler Verlag, Ribnitz-Damgarten 1019, ISBN  978-3-944102-30-6.
- mit Matthias Reinicke: Geologie & Landschaft. Mecklenburg-Vorpommern.  2. Auflage. Demmler Verlag, Ribnitz-Damgarten 2023, ISBN 978-3-944102-57-3.
- mit Eckhard Oberdörfer: Greifswald und der Greifswalder Bodden. 1. Auflage. Demmler Verlag, Ribnitz-Damgarten 2023, ISBN 978-3-944102-52-8.
- Der Darß. 1. Auflage. Demmler Verlag, Ribnitz-Damgarten 2022, ISBN 978-3-944102-46-7.
- Hiddensee. 1. Auflage. Demmler Verlag, Ribnitz-Damgarten 2023, ISBN 978-3-944102-55-9.
- StrandFunde (Spiralbuch). 1. Auflage. Hinstorff Verlag, Rostock 2021, ISBN 978-3-356-02339-8.
- Kreideküsten-Panorama. 2. Auflage. Demmler Verlag, Ribnitz-Damgarten 2020, ISBN 978-3-944102-20-7.
- Nationalpark Jasmund. 1. Auflage. Demmler Verlag, Ribnitz-Damgarten 2024, ISBN 978-3-944102-61-0.
- Der Mini-Bildband Rügen. 1. Auflage. Rhino Verlag, llmenau 2024, ISBN 978-3-95560-105-8.
- Mönchgut und Granitzgebiet. 1. Auflage. Demmler Verlag, Ribnitz-Damgarten 2025, ISBN 978-3-944102-75-7.
- Rügen & Hiddensee. 1. Auflage. Demmler Verlag, Ribnitz-Damgarten 2025, ISBN 978-3-944102-76-4.
- Fossilien am Ostseestrand. 3. Auflage. Demmler Verlag, Ribnitz-Damgarten 2025, ISBN 978-3-944102-68-9.